# Нахибашев, Муслим Юсупович
Муслим Юсупович Нахибашев (1886, с. Чох, Гунибский округ, Дагестанская область, Российская империя — 1961, Махачкала, Дагестанская АССР, РСФСР, СССР) — советский медик, ректор Дагестанского государственного медицинского института (1932—1935). Народный комиссар здравоохранения Дагестанской АССР (1930—1932, 1945—1946).

## Биография
Муслим Нахибашев родился в 1886 году в крестьянской семье в селении Чох Гунибского округа Дагестанской области. Учиться начал с 9 лет у разных учителей и в различных школах. В 1901 году он поступает в Тифлисскую фельдшерскую школу, которую оканчивает в 1905 году. После окончания фельдшерской школы вернулся в Дагестан и до 1917 года работал фельдшером в различных учреждениях до 1917 года. В 1917 году Нахибашев перебрался в Темир-Хан-Шуру (ныне — Буйнакск), где до 1918 года работал в продовольственном комитете. В 1918 году устроился на работу фельдшером в психиатрическую больницу, а позднее работал заведующим больницей в Гунибе. Во время гражданской войны назначен начальником санитарной службы партизанских отрядов. После окончания гражданской войны с 1922 по 1923 год работал в Гунибе заведующим больницей и здравотделом. В 1923 году направлен во Второй Московский медицинский институт, который окончил в 1926 году. После окончания института работал на различных должностях: заведующим фельдшерско-акушерским техникумом, заведующим городским здравотделом. С 1930 года по 1932 год работает народным комиссаром здравоохранения Дагестанской АССР. 14 апреля 1932 года назначен первым директором Дагестанского медицинского института, проработав на этой должности до марта 1935 года. В 1935 году Нахибашев был переведен на должность директора поликлиники и начальником медсанчасти Совета народных комиссаров Дагестанской АССР, а с 1939 года по совместительству работал ассистентом кафедры детских болезней ДГМИ. 23 июня 1941 года через день после начала Великой Отечественной войны он был призван в Красную Армию и назначен начальником эвакогоспиталя №1628 в Дербенте. После демобилизации из Красной Армии вновь был назначен министром здравоохранения и проработал на этой должности до июля 1946 года. В последние годы Нахибашев тяжело болел и был прикован к постели. Умер в 1961 году. Похоронен на махачкалинском городском кладбище.

## Награды и звания
- Орден Красной Звезды;
- Медаль «За оборону Кавказа»;
- Медаль «За победу над Германией в Великой Отечественной войне 1941—1945 гг.».

## Личная жизнь
Отец Юсуп умер в 1895 году, мать — в 1914 год. В семье было 5 детей. Дочь: Патимат Нахибашева (1922—2021) — доцент, заведовала кафедрой детских болезней ДГМИ. Внуки: Гарун, Тавус и Марина, работают врачами.